# Новоорлеанский джаз
Новоорлеанский джаз (традиционный джаз) — стиль ранней джазовой музыки, который появился в первом десятилетии XX века в Новом Орлеане, на юго-востоке США.
Основанный в 1718 году как французская колония на территории штата Луизиана, в дельте реки Миссисипи, город со временем стал важным морским портом и местом продажи и покупки темнокожих невольников, вывезенных из Африки, что продолжалось до начала XIX века. Город соединил в себе множество культурных традиций и влияний: французских, испанских, английских, немецких, итальянских, а также индейских, карибских и африканских, которые, в свою очередь, дали почву для возникновения местной оригинальной культуры.
Музыкальные традиции афроамериканской культуры развивались в либеральной атмосфере города, бережно сохранялись и распространялись первоначально среди темнокожего населения. Здесь проходили такие народные праздники, с ритмичной музыкой африканских барабанных и шумовых оркестров, как карнавал Марди Гра. Приблизительно в начале XX века возник и оформился новый музыкальный стиль, вобравший в себя фольклор, рэгтайм, спиричуэлз, рабочие песни, блюз, представления менестрелей и духовых оркестров.

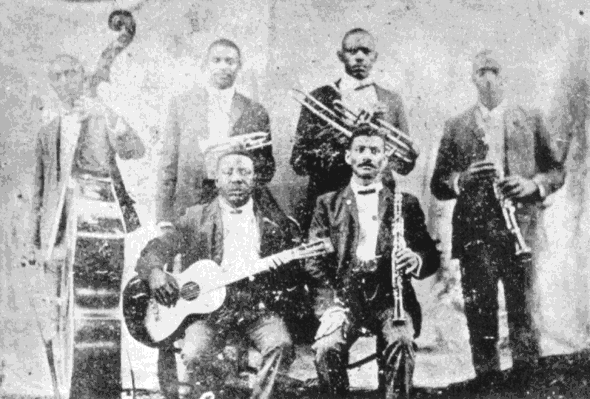
The Bolden Band. ок. 1905 года.

В Новом Орлеане свои первые музыкальные шаги делали Джо «Кинг» Оливер, Джелли Ролл Мортон, Луи Армстронг, Кид Ори. Некоторые историки считают родоначальником джаза орлеанского корнетиста Бадди Болдена

## Происхождение понятия
Само понятие джаз распространилось в начале XX столетия, но точно неизвестно откуда и каким образом. Слово «jazz» (происходящее, вероятно от французского «chasser») у креолов означало охоту, а также волнение, возбуждение.
В североамериканском литературном языке примерно в 1860-е годы появляется слово «jasm», означавшее воодушевление, вдохновение. Вскоре это слово выходит из употребления, но на смену ему приходит «jass», означавшее в качестве имени собственного то же самое. Одновременно в употребление вводится и аналогичный глагол, означавший такие понятия, как ловить, возбуждаться, воодушевляться. Всё чаще начинают употребляться обороты «jazz around» (скитаться, бродить, блуждать, странствовать) и «jazz up» (впадать в весёлое настроение). Следовательно значение этого слова достаточно точно отражало характер музыкального стиля с самого начала его зарождения.
Слово «jazz» как музыкальный термин впервые появляется в 1915 году в связи с выступлениями белого оркестра, игравшего в новоорлеанском стиле. Один из чикагских менеджеров применил это слово в названии новоорлеанского оркестра Тома Брауна, организовав его выступление в Чикаго под названием «Том Браун Диксиленд Джаз Бэнд». То есть первые случаи употребления этого слова в контексте с музыкой, возникшей в Новом Орлеане, относились уже не к родине джаза, а к Чикаго, городу, куда постепенно стали перебираться лучшие новоорлеанские джазмены, городу, превратившемуся в ходе этого процесса в центр дальнейших событий, продвигавших джаз в ходе его развития дальше, на Север США.

## Ранний новоорлеанский джаз (1910—1920-е годы)

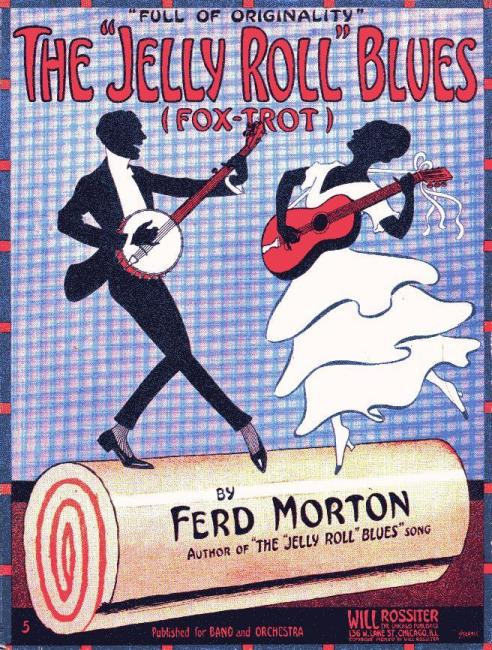
Ноты «Джелли Ролл Блюз», 1915 год.

Термин «ранний новорлеанский джаз» означает как временное понятие, определяющее период истории джаза от первых десятилетий прошлого века до середины 1920-х, так и определение звука и стиля музыки того же периода. Пути афроамериканского фольклора и джаза разделяются с момента открытия Сторивилля, района красных фонарей Нового Орлеана, прославившегося своими увеселительными заведениями. Желавших повеселиться и развлечься здесь ждала масса соблазнительных возможностей, которые предлагали танцплощадки, кабаре, варьете, цирк, бары и закусочные. И везде в этих заведениях звучала музыка и могли найти работу музыканты, освоившие новую синкопированную музыку. Постепенно, с ростом числа музыкантов, профессионально работающих в увеселительных заведениях Сторивилля, сократилось количество маршевых и уличных духовых оркестров, а вместо них возникли так называемые сторивилльские ансамбли, музыкальное проявление которых становится более индивидуальным, в сравнении с игрой духовых оркестров. Эти составы, называвшиеся часто «комбо-оркестрами», и стали основоположниками стиля классического новоорлеанского джаза. С 1910 до 1917 годы ночные клубы Сторивилля стали идеальной окружающей средой для джаза.
Некоторые пианисты играли в борделях для приманки клиентов. Оркестры, наоборот, обычно играли в разнообразных театрах и дансингах.
Маленькие джазовые оркестры также часто играли и на уличных перекрёстках, особенно после закрытия Сторивилла в 1917 году. На улицах и площадях города постоянно устраивались «битвы» между различными «королями», в которых они пытались превзойти друг друга, «выдувая» головокружительные корусы, бывшими их единственным оружием. Подобные процессы, но не столь интенсивные, как в Новом Орлеане, наблюдались также и в других городах, в частности, в Мемфисе, Канзас-Сити, Чарлстоне, Сент Луисе. Однако доминантой этого исторического процесса оставался Новый Орлеан. Новоорлеанский джаз, считающийся первым достоверно идентифицируемым стилем джаза, вырос из маршевых духовых оркестров, широко представленных на музыкальной сцене города. Он ведёт отсчёт своей истории от 1895 года, когда звуки джаза были связаны прежде всего с музыкой Бадди Болдена, Кида Ори и Джелли Ролл Мортона, которую они играли в Сторивилле примерно до 1917 года.
Не весь джаз, представленный в начале 20-го столетия, может быть позиционирован как Новоорлеанский джаз или Диксиленд-джаз. Начиная с первых десятилетий XX века, джаз, обогащённый влиянием танцевальных оркестров и виртуозных солистов, быстро развился и дорос до уровня импровизационной музыки. Пианистов стиля страйд, вокалистов раннего джаза и солистов духовых инструментов того же периода трудно как-то классифицировать. Часто их относят к категории «классический джаз» или «традиционный джаз», но, независимо от термина, созданные ими звуковые образцы стали фундаментом для стилей Канзас-Сити, Чикаго, а также свинга.

### Новорлеанские джазовые оркестры. Инструментальные особенности
Героическая, пионерская эпоха новоорлеанского джаза представлена творчеством первого поколения его звезд, в число которых входили Бадди Болден, Кларенс Уильямс, Тони Джексон, Оскар Селестин и Эммануэль Перец. Им на смену пришло более многочисленное второе поколение, чье исполнительское мастерство уже было запечатлено на грампластинках, сохранивших для истории представление о стиле и манере исполнения, характерных для джаза той эпохи. Наиболее значительными представителями второй волны джазовых пионеров были Вили «Банк» Джонсон, Джо «Кинг» Оливер, Сидней Беше, Кид Ори, Луи Армстронг, Кид Рена, Джелли Ролл Мортон, Альфонс Пику. Первым знаменитым джазовым оркестром классического новорлеанского стиля считается «Рэгтайм Бэнд», руководителем которого был Бадди Болден. В состав этого оркестра в период примерно 1893 года кроме самого Болдена, игравшего на корнете, входили: Уилли Корниш (тромбон), Фрэнк Льюис (кларнет), Том Адамс (скрипка), Брок Ампри (гитара), Тейб Като (контрабас) и Луи Рэй(барабаны). Понятно, что несмотря на название своего оркестра, Болден и его музыканты, называемые во всех исторических обзорах первооткрывателями новоорлеанского джаза, не могли играть рэгтайм в чистом виде, каким его исполняли подлинные мастера этого жанра. В рэгтайме нет даже намёка на офф-битовое акцентирование в ритмике и импровизационность, являющиеся основополагающими элементами джаза. Вместо этого в рэгтайме преобладают европейские по своему характеру синкопы и стремление к композиционности, не допускающей отклонения от предварительно сочинённой музыкальной фразы. Поэтому «Рэгтайм Бэнд» Бадди Болдена, скорее всего, свободно использовал оркестровую вариационную форму рэгтайма, играя в сущности рэгтаймовские пьесы и другие, популярные в те годы произведения в джазовой трактовке. Поскольку звуковых документов, запечатлевших игру этого оркестра, не имеется, можно только гипотетически предполагать, что стиль оркестра Бадди Болдена был скорее всего переходной формой от фольклорного «шатинг»-стиля к мелодическому импровизационному стилю классического джаза. Незадолго до конца XIX века в оркестре Болдена играл второй трубач-Вилли «Банк» Джонсон, получивший впоследствии большую популярность и славу одного из лучших трубачей Нового Орлеана.
В связи с эпохой раннего новоорлеанского джаза следует упомянуть и креольский оркестр «Олимпия Бэнд», в котором можно было встретить кларнетиста Альфонса Пику, корнетистов Фредди Кеппарда и Оскара Селестина, а позднее и Джо «Кинга» Оливера (корнет) и Сиднея Беше (кларнет). В период своей наивысшей славы этот оркестр достойно соперничал с «Рэгтайм Бэндом» Болдена, осуществив дальнейшее развитие новоорлеанского джазового стиля.
Характерной особенностью стиля было исключительно высокое мастерство коллективного исполнения с параллельной импровизацией одной и той же темы несколькими исполнителями одновременно. Импровизационные пассажи музыкантов были одновременными, но не случайными. В игре музыканты придерживались определённых, наработанных оркестром шаблонов и исполнительских стилей.
Импровизируя, музыканты неуклонно следили за игрой партнёров, прислушиваясь к общему звучанию, не отклоняясь от заданных импровизационной схемой (шаблоном) мелодических и гармонических линий. При таком подходе очевидна необходимость коллективного чувства и быстроты музыкального рефлекса. Сама импровизация часто называлась «хот» (англ. горячий, жаркий) для подчёркивания выразительности, горячности музыкального проявления импровизаторов.
По мере развития стиля новоорлеанского джаза, претерпевал изменения инструментальный состав оркестров. Постепенно из архаических инструментальных форм, ядро которых составляли ритмические инструменты, музыканты перешли к комбинации ритмических и мелодических инструментов, объединённых в секции.
Главными новшествами в ритм-секции стали замена тубы контрабасом и появление ударной установки, позволившей сосредоточить в лице одного музыканта-барабанщика все функции многочисленных исполнителей — ритмиков эпохи архаичного джаза. Это, даже при исключительной ловкости барабанщика, сужало возможности для богатых тонкими нюансами ритмических комбинаций, характерных для афроамериканской ритм-музыки фольклорного периода. При этом древняя африканская ритм-музыка превращалась в ритмический аккомпанемент, в котором отсутствовала полиметрия, полиритмия упрощалась до исполнения ритмических фигур одним исполнителем, а исполнительский стиль базировался только на контрасте «бит-офф-бит».
К другим изменениям инструментального состава ритм-секции стала замена банджо на гитару и постепенное внедрение фортепиано, поначалу в качестве подчёркивающего гармонии ритмико-мелодического инструмента.
Наиболее значительным структурным изменением стало оформление мелодических (пока только духовых) инструментов в самостоятельную секцию. Создаётся вышеупомянутый классический триумвират — корнет/труба, кларнет, тромбон. Руководящая роль в этой секции принадлежала корнету/трубе, имевшим наиболее громкий голос, лучше всего подходивший для звукового воплощения скольжения (четвертьтоновые глиссандо), граул-эффектов(подражание голосу) и задания основной мелодии (темы) пьесы. Однако новоорлеанский джаз базировался исключительно на коллективной импровизации, что требовало от корнетиста, как ведущего мелодического голоса, большого искусства в части умения приспособить эти индивидуальные оттенки интерпретации к общему звучанию секции и всего оркестра. Наряду с Болденом большими мастерами своего дела в этом смысле были Фредди Кеппард и Джо «Кинг» Оливер.
Если корнетисты были лидерами мелодической секции, то кларнетисты той эпохи были главными виртуозами новоорлеанского джаза, в котором кларнет выполнял ту же роль, что колоратурное сопрано в опере. Широкий диапазон этого инструмента, одновременно с доверительно тёплым, «сладковатым» (sweet) тембром его звучания позволяли в верхнем регистре исполнять «бриллиантовые» россыпи пассажей, а при исполнении блюзов, чаще всего в нижнем регистре, играть широкие, задушевные фразы, хорошо отвечающие грустно-поэтическому блюзовому настроению. Стиль игры новорлеанских мастеров джазового кларнета во многом сформировался на основе франко-креольских музыкальных традиций предшествовавшей джазу эпохи. Вследствие этого обстоятельства большинство знаменитых кларнетистов новоорлеанского джаза были креолами, самыми известными из них были: Альфонс Пику, Луи Нелсон, Сидней Беше и Джимми Нун. Почти все они были учениками и последователями Лоренцо Тио, знаменитого мастера, с высокой технической подготовкой и европейским образованием.
В контрасте с подвижным, цветастым звучанием кларнета находились малоподвижные, но с достоинством исполняемые фразы тромбона. Этот инструмент играл троякую роль при исполнении джазовых пьес новоорлеанского стиля. Он подчёркивал гармоническое развитие, ритмизировал, заполняя паузы в мелодических линиях и мелодическим контрапунктом создавал равновесие между всеми инструментами секции. Этот стиль игры был назван «tailgate», а одним из самых знаменитых его представителей в Новом Орлеане был Кид Ори, пожалуй единственный новоорлеанский лидер, игравший вопреки сложившейся практике тех лет не на корнете или трубе, а на тромбоне. Он работал со своим оркестром в Новом Орлеане в период 1914—1919 гг. Его оркестр был знаменит не только мастерством и предприимчивостью своего лидера, но и тем, что в нём начинали такие корифеи новоорлеанского джаза, как Джо Оливер, получивший прозвище «Кинг» в период его работы у Ори, и Луи Армстронг, заменивший Оливера в 1918 году, после его отъезда в Чикаго. В заключение следует отметить, что изредка в оркестрах новоорлеанского джаза звучала скрипка. Появление скрипки в джазе объяснялось постепенно усиливающимся влиянием европейских элементов на его развитие. Уже в стрит-бэндах предшествовавшего периода часто встречались разные струнные инструменты: гитара, мандолина, контрабас, а также и скрипка. Позже скрипку можно было услышать и в креольских оркестрах салонной музыки, ориентированных на рэгтайм (так называемые society orchestra), в составе которых этот инструмент неизменно присутствовал. Была скрипка и в вышеупомянутом «Рэгтайм Бэнде» Бадди Болдена. Но в целом, из-за того, что скрипка лучше всего подходила для мелодичного интерпретационного стиля, она не смогла стать типичным для новоорлеанского джаза инструментом. И лишь позднее, с выходом на сцену больших оркестров так называемого «суит-стиля», как биг-бэнды Пола Уайтмена или Гая Ломбардо, скрипка нашла широкое применение и в джазе.

### Первые джазовые записи
Совместившись по времени с началом рэгтайма, новоорлеанский джаз вызвал настоящий взрыв на музыкальной сцене первых двух десятилетий 20-го столетия. Документальные примеры первых образцов новоорлеанского джаза, записанные на грампластинки, относятся к записям знаменитого «Оригинал Диксиленд Джаз Бэнда», сделанные этим ансамблем с 1917 по 1920-е годы, когда технология звукозаписи стала более доступной.
Хотя авторство «Livery Stable Blues», композиции «Оригинал Диксиленд Джаз Бэнда», считающейся первой записью в истории джаза, и принадлежит белым музыкантам, но тем не менее чёрные музыканты Нового Орлеана в течение многих лет играли гораздо больше подлинного, оригинального джаза. Однако звуковые свидетельства их мастерства в те годы не сохранились только потому, что в распоряжении первых джазменов не было никаких средств для проведения записи в городе, родившем джаз.
По общему мнению, блестящий новоорлеанский корнетист Бадди Болден никогда не делал записи, а музыкальные ноты Мемфисской музыки У. К. Хэнди были изданы и исполнены на публике прежде, чем мир узнал о джазе или услышал первые записи «Оригинал Диксиленд Джаз Бэнда». Корнетист Фредди Кеппард и его ансамбль Оригинальные Креолы должны были сделать запись за несколько месяцев до первых сессий Оригинал Диксиленд Джаз Бэнда, но по рассказам очевидцев, Фредди Кеппард не принял предложение лейбла из-за опасения, что запись облегчит копирование его исполнительских приёмов для его соперников.
Фактически первым чёрным музыкантом, сделавшим запись джазовой музыки, был тромбонист Кид Ори, который уехал из Нового Орлеана в Калифорнию в поисках новых возможностей для работы. Та запись 1922 года не была широко распространенной. За ней в 1923 году последовали студийные работы корнетиста Джо "Кинга" Оливера, сопрано-саксофониста/кларнетиста Сиднея Беше, пианиста Джелли Ролл Мортона и певицы Бесси Смит. На ранних записях Джо "Кинга" Оливера в качестве второго корнета ансамбля играл Луи Армстронг. Как и почти все знаменитые Новоорлеанские оркестры, ансамбль Джо "Кинга" Оливера уехал в Чикаго для записей и там получил известность.
Луи Армстронг, признанный джазовый классик, перед своим дебютом в качестве лидера в конце 1925 года, записывался с Кларенсом Уильямсом, Флечером Хендерсоном, Бесси Смит и другими.
Джаз достиг более или менее высокой популярности в 1924 году после первых записей Пола Уайтмена. Как это ни парадоксально, но Пол Уайтмен (Paul Whiteman), игравший танцевальную, с лёгким налётом джаза музыку, был объявлен Королём Джаза.
Развитие джазовой музыки в этот период сосредоточилось вокруг лидеров корнета и трубы Джо «Кинга» Оливера и Луи Армстронга. Стиль оркестра Оливера "King Oliver's Creole Jazz Band" ориентировался на ансамблевое исполнение и коллективную импровизацию. Игра в этом стиле строилась на мелодиях и гармониях, задаваемых трубачами и противомелодиях, «подбрасываемых» тромбонистом и/или кларнетистом. Секция ритма сформировалась в составе банджо, барабанов, тубы или контрабаса и фортепиано. В целом сущность новоорлеанского джаза подчеркивала коллективное исполнение ансамбля больше чем любого солиста. Музыка этого стиля процветала в течение 1920-х годов, но, в конечном счёте, была вытеснена возникшим к середине 1930-х годов стилем свинг, который вскоре заменил её. На этот же период приходится возникновение диксиленда, стиля, который придерживался основной структуры Новоорлеанского джаза. Хотя история джаза и началась в Новом Орлеане с наступлением нового века, но эта музыка пережила настоящий взлёт в начале 1920-х, когда трубач Луи Армстронг оставил Новый Орлеан, чтобы создать новую революционную музыку в Чикаго, называвшуюся многими «Горячий Джаз».

### Новорлеанский джаз белых музыкантов
С открытием Сторивилля быстро выросло количество оркестров новоорлеанского джаза, а их чернокожие исполнители из прежних музыкантов-любителей превратились в профессионалов. Сложившийся в Новом Орлеане либеральный дух способствовал широкой популяризации музыки новорлеанских чернокожих пионеров в среде белого населения Нового Орлеана. Следствием этого стал процесс интенсивного образования белых оркестров, имитирующих стиль своих чёрных земляков. В 1888 году по подобию маршинг-бэндов, Джек Лен создал первый новоорлеанский белый регтайм-бэнд, а в 1892 году и свой первый стрит-бэнд «Reliance Brass Band», игравший в составе: корнет, кларнет, тромбон, гитара, большой и малый барабаны. В репертуар этого оркестра входили польки, мазурки, марши и популярные рэгтаймовые пьесы. Наибольший успех оркестра Джека Лена связан с исполнением таких популярных в цветных кварталах Нового Орлеана композиций, как «Praline» и «Livery Stable Blues», получивших впоследствии всемирную славу под названиями «Tiger Rag» и «Meat Blues». Интерпретационный стиль оркестра Джека Лена сложился из взаимосвязей между элементами музыки менестрелей, рэгтаймовых синкоп, звуковой палитры спазм-бэндов и европейскими элементами, принесёнными в музыку оркестра с маршевыми и танцевальными мелодиями Старого Света. Оркестр Джека Лена стал первым в истории джаза белым ансамблем, игравшим хот-импровизации, чем он сильно отличался от исполнительского уровня остальных белых «рэгтайм-плееров» и более ранних стрит-бэндов.
К 1910 году в Новом Орлеане уже играло множество белых оркестров, ориентированных на новоорлеанский джаз. Среди них можно было встретить такие коллективы, как «Джордж Шилинг’с Бэнд», «Билл Галети’с Бэнд», «Масарини’с Бэнд» с участием тромбонистов Эдди Эдуардса, Ричарда Брюни, Хари Рекса, а также корнетистов Лоуренса Вега и Ника Ла Рока.
В 1913 году при участии лучших белых пионеров джаза в Новом Орлеане возникает знаменитый впоследствии «Оригинал Диксиленд Джаз Бэнд».Трубач Ник Ла Рока становится его лидером. В начале 1910-х слово «джаз» ещё не вошло в употребление и вышеприведённое название этот ансамбль получил позднее, в 1917 году, когда дебютировал в Нью-Йорке, где в рекорд-студии фирмы Victor были сделаны исторические записи, открывшие счёт обширному архиву джазовых пластинок и дисков. Ядро оркестра составили Ник Ла Рокка (корнет), Эдди Эдвардс (тромбон) и Генри Рагас (рояль).
Музыка «Оригинал Диксиленд Джаз Бэнд» представляла собой вершину раннего белого новорлеанского джаза. Наряду с вкладом в создание классического новоорлеанского джазового стиля, этот оркестр стал у истоков другого стиля ранней джазовой эпохи —диксиленда. Оба эти стиля связывало много родственных черт, но между ними существовали и известные различия. Вместо связного ритмического мира чернокожих пионеров новоорлеанского джаза, в музыке диксиленда доминировала европейская ритмика и синкопы в стиле регтайма. Характерные афроамериканские интонационные эффекты уступили место шаблонным гротескным подражаниям, носившим несколько заученный характер и утратившим естественность оригинального джаза. Структурное построение пьес в диксиленде так же упростилось, сократившись до простой схемы, состоявшей из вступления (темы), куплетных по форме вариаций темы и завершающего проигрыша темы в конце пьесы. Однако наиболее существенными были различия в характере импровизаций чёрных новоорлеанских ансамблей и диксиленда. Если коллективные импровизации чёрных новоорлеанских джаз-бэндов базировались на линеарных принципах, близких к древней практике африканской гетерофонии, значительно отличавшихся от европейской полифонии, то в диксиленде импровизационные пассажи строились на элементах европейской вариационной техники, широко используя многоголосие, арпеджио, триоли, украшавшие музыкальные изречения солистов причудливой вязью орнаментов. В целом импровизации диксилендов имели характер приукрашенной вариации основной темы, тогда как импровизации чёрных мастеров новоорлеанского джаза возникали, как спонтанные отклики партнёров в общем хоре солирующих инструментов, создающих неповторимый сиюминутный рисунок коллективной хот-импровизации.
В 1915 году музыканты, составившие впоследствии ядро «Оригинал Диксиленд Джаз Бэнд», покидают Новый Орлеан и переезжают в Чикаго, где выступают в течение двух лет, до той самой памятной сессии в Нью-Йорке, после которой название этого коллектива прочно вошло в историю джаза, как одного из главных носителей типичного новоорлеанского классического джазового стиля.

## Горячий Джаз
Горячим джазом (англ. Hot Jazz) принято считать музыку новоорлеанских пионеров второй волны, чья наивысшая творческая активность совпала с массовым исходом новоорлеанских джазовых музыкантов на Север, преимущественно в Чикаго. Этот процесс, начавшийся вскоре после закрытия Сторивилля вследствие вступления США в Первую мировую войну и объявления по этой причине Нового Орлеана военным портом, знаменовал собой так называемую Чикагскую эпоху в истории джаза. Главным представителем этой школы был Луи Армстронг. Ещё выступая в ансамбле Кинга Оливера, Армстронг внёс революционные по тем временам изменения в концепцию джазовой импровизации, перейдя от традиционных схем коллективной импровизации к исполнению индивидуальных сольных партий. С эмоциональным накалом, характерным для манеры исполнения этих сольных партий и связано само название этого вида джаза. Термин Hot первоначально был синонимом джазовой сольной импровизации для подчёркивания отличий в подходе к солированию, произошедших в начале 1920-х годов. В дальнейшем, с исчезновением коллективной импровизации, это понятие стали связывать со способом исполнения джазового материала, в частности с особенным звучанием, определяющим инструментальный и вокальный стиль исполнения, так-называемого хотирования или хот-интонации: совокупности особенных способов ритмизации и специфических интонационных особенностей.
Покинув в 1924 году оркестр Кинга Оливера, Армстронг принимает предложение Флетчера Хендерсона и переезжает в Нью-Йорк. Выступая с оркестром Хендерсона (1924—1925) Армстронг много записывается со студийными оркестрами, в частности с одним из основоположников джаза, Кларенсом Уильямсом и его оркестром Blue Five. Весь Гарлем, где тогда играл оркестр Хендерсона аплодировал виртуозным корусам восходящей звезды хот-джаза. Вернувшись в Чикаго в ноябре 1925 года Армстронг поступает в оркестр бывшей пианистки Кинга Оливера,Лил Хардин и одновременно организует собственный квинтет «Горячая Пятёрка», который в 1927 году расширил до «Горячей Семёрки».
12 ноября 1925 года вышли первые три пьесы из серии «Louis Armstrong Hot Five»- «„Gut Bucket blues“, My Heart» и «Yes I’m in the barrel». Для этих записей Армстронг пригласил трёх крупнейших, по словам Уго Панасье, представителей новоорлеанского стиля-Кида Ори (тромбон), Джонни Доддса(кларнет) и Джона Сен-Сира (банджо). На фортепиано играла его жена Лил Хардин. В составе «Louis Armstrong Hot Seven» 1927 года играли ещё двое: Питер биггс(туба) и Бейби Доддс(барабаны), а вместо Кида Ори на тромбоне играл Джон Томпс). Выпущенные в 1925—1927 года записи «Heebies Jeebies», «Cornet Shop Fuey», «Muskrat Ramble», Struttin' with Some Barbecue", «Savoy Blues», «Wild Man Blues», «Gully Low Blues», «Potatoe Head Blues», сделанные этими, первыми в истории джаза чисто студийными оркестрами, вошли в золотой фонд джаза, являясь классическими образцами того неповторимого стиля, который заслужил название "Горячий джаз". Они не только прославили имя Армстронга по всей стране, но и оказали решающее влияние на развитие джаза в целом.
В 1928 году Армстронг продолжил серию с новым составом «Горячей Пятёрки», в котором играли Фредди Робинсон (тромбон), Джимми Стронг (кларнет, альт-саксофон), Эрл Хайнс (фортепиано), Менси Кара(банджо), Затти Синглетон(барабаны). Записи.сделанные этим составом считаются лучшими образцами горячего джаза. Особенно это относится к композиции Оливера «West End Blues» с лирическим кларнетным соло Джимми Стронга и неповторимым обаянием трубы и вокала Армстронга.
Музыка этих знаменитых ансамблей Армстронга была характерна импровизированными соло, закрученными вокруг мелодической структуры и идеально доводимыми до эмоционального и «горячего» кульминационного момента. Секция ритма, включавшая обычно барабаны, бас, банджо или гитару поддерживала бурный темп композиций, чаще всего в маршевом ритме. Особенно большое впечатление кроме самого Армстронга, в его записях с «Горячей Пятёркой/Семёркой» производили Эрл Хайнс и Затти Синглетон. Вскоре многие оркестры начали подражать этой энергичной манере, особенно с развитием технологии звукозаписи, распространив новый «горячий» звук по всей стране.

## Диксиленд
В 1917 году Соединённые Штаты Америки вступили в Первую мировую войну. Новый Орлеан получает статус военного порта, а прибывший в город командующий войсками США объявляет о закрытии всех увеселительных заведений Сторивилля. В результате многие музыканты, игравшие джаз в кабачках и барах Сторивилла, остались без работы. Однако быстрорастущие города на севере (Чикаго, Детройт, Кливленд), быстро поглощали излишки рабочей силы с Юга. Понятно, что и музыканты из южных провинций потянулись на заработки к Северу. Больше всего блюзовых певцов, пианистов буги-вуги, исполнителей рэгтайма, скиффл-ансамблей и джазовых оркестров приехало с Юга в Чикаго, привезя с собой и музыку, получившую вскоре прозвище диксиленд. Происхождение этого слова (dixie land-страна дикси), связано с одной особенностью южных провинций США, бывших некогда французскими колониями. В Новом Орлеане многие жители, прежде всего креолы, и после присоединения региона к США продолжали придерживаться французских традиций и французского языка. Поэтому на 10 долларовых купюрах, бывших в обращении в Луизиане кроме английской надписи «ten» обязательно была и французская «dix». Отсюда местность, из которой попадали к «настоящим» янки подобные банкноты, те стали именовать Dixie land. А потому, с появлением нового музыкального стиля, завезённого выходцами из Страны дикси, он получил название «Диксиленд-джаз». Диксиленд — наиболее широкое обозначение музыкального стиля самых ранних новоорлеанских и чикагских джазовых музыкантов, записавших пластинки с 1917-го до 1923-го. Это понятие распространяется так же на период последующего развития и возрождения Новоорлеанского джаза New Orlean’s Revival, продолжавшегося после 1930-х годов. Некоторые историки относят диксиленд только к музыке белых групп, играющих в новоорлеанском джазовом стиле. Некоторые из них считают, что реальные корни этой музыкальной формы идут от чикагской сцены джазовой музыки 1920-х годов и ограничивают диксиленд главным образом учениками самых ранних белых чикагцев. В любом случае манера игры белых ново-орлеанских джазменов, которых чаще всего связывали с понятием стиля диксиленд была более консервативной, в ней заметнее чувствовалось влияние европейской музыкальной школы, чем их музыка значительно отличались от экспрессивной горячности чёрных новоорлеанских мастеров. Пионерами диксиленда являлись такие мастера, как гитарист Эдди Кондон, саксофонист Бад Фриман и трубач Джимми Макпартланд.
В отличие от других форм джаза, репертуар пьес у музыкантов диксиленда оставался весьма ограниченным, предлагая бесконечные изменения тем в пределах одних и тех же мелодий, сочинённых на протяжении первого десятилетия XX века и включал в себя рэгтаймы, блюзы, уанстепы, тустепы, марши и популярные мелодии. Для исполнительского стиля диксиленд характерным было сложное переплетение отдельных голосов в коллективную импровизацию всего ансамбля. Открывающий соло исполнитель и продолжавщие его игру другие солисты как бы противостояли «риффингу» остальных духовых, вплоть до заключительных фраз, исполняемых обычно барабанами в виде четырёхдольных рефренов, которым в свою очередь отвечал весь ансамбль. Главными представителями этой эпохи являлись Джо Кинг Оливер (Joe King Oliver), Джелли Ролл Мортон (Jelly Roll Morton), Луис Армстронг (Louis Armstrong), Сидней Беше (Sidney Bechet), Кид Ори (Kid Ory), Джонни Доддс (Johnny Dodds), Пол Мэйрс (Paul Mares), Ник ЛаРокка (Nick LaRocca), Бикс Бейдербек (Bix Beiderbecke) и Джимми МакПартланд (Jimmy McPartland). Музыканты диксиленда в сущности искали возрождение классического Новоорлеанского джаза прошлых лет. Эти попытки оказались весьма успешными и благодаря последующим поколениям продолжаются по сей день. Первое из возрождений традиций диксилендов имело место в 1940-е годы.
Главными продолжателями диксиленда и участниками его ревайвела были Bob Crosby’s Bobcats, Lu Watters Yerba Buena Jazz Band, Боб Скоби (Bob Scobey), Боб Вилбер (Bob Wilber), Yank Lawson, Bob Haggart (World’s Greatest Jazz Band), The Dukes of Dixieland, Turk Murphy и James Dapogny’s Chicago Jazz Band.

## Эпоха возрождения новоорлеанского джаза
Несмотря на тяжёлый период, пережитый представителями новоорлеанского джаза в 1930-е годы вследствие Великой депрессии, его традиции были сохранены благодаря возникшему в начале 1940-х интересу к историческим этапам раннего джаза. Волна повышенного интереса к временно забытым ветеранам из Нового Орлеана возникла в связи с творческим кризисом, охватившим в те годы джаз. С одной стороны это было связано с призывом большого количества творчески активных джазменов на военную службу и прекращением в связи с этим, деятельности многих свинговых биг-бэндов. С другой стороны саму свинговую музыку постепенно захлестнула лавина однообразных, потерявших блеск новизны музыкальных поделок.
В результате часть молодых, стремившихся к творческим поискам музыкантов, обратилась назад к джазовым корням. Результатом явилось с одной стороны продвижение джаза к новым горизонтам, открывавшимся в стиле би-боп, а с другой стороны -возрождение старых традиций путём возобновления деятельности ветеранов новоорлеанского джаза. Это течение получило название «New Orlean’s Revival» или Новоорлеанское возрождение.
Интерес к подлинному новоорлеанскому джазу породил вначале активность теоретиков. Результатом стало издание первых серьёзных аналитических работ о джазе: «Le Jazz Hot»(Париж, 1932 год) французского критика Уго Панасье и антологии Фредерика Рэмси/Чарли Смита «Jazzmen»(Нью-Йорк, 1939 год). В этих работах впервые заговорили о важной роли уже забытых джазовых пионеров. Логическим продолжением этого теоретического этапа возрождения стали поиски тех самых пионеров и их второе рождение для мира джаза. Многие из них, бросившие к тому времени джаз, сменили профессию, многие и вовсе прозябали в нищете. Так знаменитый в 1920-е годы новоорлеанский тромбонист Кид Ори держал в Лос-Анджелесе птицеферму. Лучший когда-то корнетист Нового Орлеана, Банк Джонсон, потерявший в начале 1930-х во время потасовки со зрителями все зубы и трубу, боролся за выживание на сельских плантациях. Многие зарабатывали на жизнь водителями такси.
В 1938 году, проводя исследования для своей антологии Фредерик Рэмси младший и Чарльз Эдвард Смит заинтересовались личностью и судьбой Банка Джонсона, упоминавшегося во многих интервью, которые они взяли у музыкантов раннего джаза. Исследователи разыскали Банка Джонсона и он заявил, что всё ещё в состоянии играть, при условии решения двух проблем: труба и зубы. Леонард Беше, брат Сиднея Беше был дантистом и решил для Джонсона проблему зубов. Музыканты из Сан-францисского Lu Watters band, которые были энтузиастами восстановления старых джазовых стилей, на собранные деньги решили проблему «труба». Результаты превзошли все ожидания. Банк Джонсон играл так же, как и в прежние дни.
В 1942 году Билл Рассел и Юджин Уильямс начали делать записи старого джаза. Они нанимают оркестр, состоявший из Банка Джонсона(труба), Джорджа Льюиса (кларнет), Джима Робинсона (тромбон), Уолтера Декоу (фортепиано), Лоренса Марреро (банджо), Остина Юнга (бас) и Эрнеста Роджерса (барабаны). Позже, в том же году, Рассел и Уильямс сделали запись оркестра Джонсона в Сан Ясинто Холле (Новый Орлеан). Это было началом успешного периода, с рекорд-сессиями в Сан-Франциско вместе с Yerba Buena Jazz Band Лу Уотерса, вновь в Сан Ясинто Холле и, наконец, в Нью-Йорке. Самыми успешными были его выступления в Нью-Йорке, в Stuyvesant Casino, где Банк Джонсон и его Новоорлеанский Оркестр работали по контракту более года.
Как и Банк Джонсон, ставший одной из наиболее значительных фигур эпохи новоорлеанского возрождения, вновь вернулись на сцену Кид Ори, Альберт Николас, Сидней Беше, Джонни Доддс.
В 1944 году по инициативе известного джазового энтузиаста Несухи Эртегюна, на радиопередачу популярного актёра и режиссёра Орсона Уоллеса был приглашён вновь собранный оркестр Кида Ори, в составе которого были и его новоорлеанские коллеги Мэтт Кэрри, Эд Гарланд, Джимми Нун и Затти Синглетон. Успех передачи превзошёл самые радужные прогнозы. Радиослушатели завалили студию письмами с просьбами повторить передачу. Ободрённый успехом, Эртегюн спонсировал запись пластинки возрождённого оркестра, на которой были изданы новоорлеанские пьесы, вошедшие в список классики новоорлеанского возрождения: Blues for Jimmy, Creole Song, Get Out Of Here. После статьи Фредерика Рэмси младшего «Возвращение Кида Ори», опубликованной в журнале «Тайм», записи Кида Ори и его коллег стали издаваться многими рекорд-лейблами (Decca, Crescent, Columbia) и теперь у оркестра не было проблем с ангажементами. В эти годы Кид Ори вместе с Банком Джонсоном превращается в знаковую фигуру новоорлеанского возрождения, а его оркестр становится лучшим ансамблем этого движения. Ори и его партнёрам не был свойственным пуританский поход к стилю своей игры и они дополняли новоорлеанский джаз новыми чертами, постоянно совершенствуя как музыкальные приёмы, так и репертуар, в который наряду с традиционным новоорлеанским материалом входили и пьесы, получившие популярность в эпоху расцвета свинга — «Sentimental Journey», «Tuxedo Junction», C Jam Blues" и другие.
Для новоорлеанского возрождения в 1940-е и в начале 1950-х в США многое сделал и Эдди Кондон с его оркестром Eddie Condon’s Chigargoans, который имел большую популярность у публики, чем любые другие подобные оркестры. Среди прочих можно так же выделить Маггси Спениера с его Оркестром Всех Звёзд. И конечно уже упоминавшийся выше Yerba Buena Jazz Band, который был главным «возрожденцем» на западном побережье с начала 1940-х и с которого во многом и начался интерес к записям джазовых первоисточников.
Возвращение на широкую музыкальную сцену исторических личностей новоорлеанского джаза в последние годы их жизни помогло сохранению основных музыкальных ценностей джазовой истории и созданию противовеса низкокачественной продукции, заполонившей поп-музыкальную сцену тех лет.
Парадоксом дальнейшего развития новоорлеанского возрождения, характерным для его послевоенной фазы 1950-х годов стало её исключительная европеизация. Захваченные экспериментами новаторов би-бопа и последующих модернистских стилей, молодые негритянские джазмены утратили интерес к архаичному, по их мнению, новоорлеанскому стилю. Даже лучшие новоорлеанские джазмены, такие, как Луи Армстронг и Сидней Беше в эпоху возрождения перешли к более свободным от традиционных джазовых доктрин, формам. Постепенно движение новоорлеанского возрождения переросло в самостоятельное направление европейской джазовой сцены с образованием нескольких региональных школ традиционного джаза. С этого момента термин «диксиленд» прочно вошёл в обиход, как обозначение направления свободного традиционного джаза, сложившегося после Второй мировой войны на европейской музыкальной сцене.
Основную роль в этом направлении стала играть «английская школа диксиленда», которая развивалась усилиями Кена Коллиера, Криса Барбера и Аккера Билка. В начале 1960-х среди британских джазменов, игравших в новоорлеанских традициях трудно было найти музыкантов, которые не имели бы отношение к оркестру Колиера. Крис Барбер, Аккер Билк, Боб Уоллис, Джон Дэвис, Монти Саншайн и многие другие или играли в этом оркестре, или были выходцами из него.
Самобытными оркестрами, игравшими послевоенный диксиленд, славились и восточноевропейский страны, в частности ЧССР (Традиционал Джаз Студио, Классик Джаз Коллегиум), Венгрия (Диксиленд Бенко). В СССР наиболее известным представителем этого направления был Ленинградский диксиленд.
Из других стран активно развивалось движение возрождения в Австралии, где местная сцена возрождения была представлена прежде всего Грэмом Беллом и его Австралийским Джазовым оркестром.